# Ampelisca brevicornis
Ampelisca brevicornis är en kräftdjursart som beskrevs av Costa 1853. Ampelisca brevicornis ingår i släktet Ampelisca och familjen Ampeliscidae. Arten är reproducerande i Sverige. Inga underarter finns listade i Catalogue of Life.